# Ken Dorsey
Kenneth Simon Dorsey, detto Ken (Orinda, 22 aprile 1981), è un ex giocatore di football americano e allenatore di football americano statunitense che attualmente ricopre il ruolo di coordinatore offensivo dei Cleveland Browns della National Football League (NFL). Fu scelto nel corso del settimo giro (241º assoluto) del Draft NFL 2003 dai San Francisco 49ers. Al college giocò a football all'Università di Miami guidandola alla vittoria del campionato NCAA nel 2001.

## Carriera professionistica

### San Francisco 49ers
Dorsey fu scelto nel corso del settimo giro del Draft 2003 dai San Francisco 49ers. Nelle sue due prime stagioni nella NFL disputò nove gare, sette delle quali come titolare, passando 8 touchdown e 11 intercetti.

#### Cleveland Browns
Nel maggio 2006 Dorsey fu scambiato coi Cleveland Browns, passando la sua prima stagione nell'Ohio come terzo quarterback nelle gerarchie della squadra, giocando sporadicamente anche nella successiva. Quando il titolare Derek Anderson si infortunò nel dicembre 2008, Dorsey fu nominato suo sostituto per il resto della stagione, finendo tuttavia per infortunarsi anch'egli in 21 dicembre contro i Cincinnati Bengals. Il 9 febbraio 2009 fu svincolato.

### Toronto Argonauts
Il 26 maggio 2010 Dorsey firmò coi Toronto Argonauts della Canadian Football League, dove fu la riserva dell'ex quarterback dei Miami Dolphins Cleo Lemon. Il 3 maggio 2011 annunciò il suo ritiro dal football professionistico.

## Vittorie e premi
- Maxwell Award: 1

2001
- Archie Griffin Award: 2

2001, 2002

## Statistiche
NFL
| Yard passate      | 2.082 |
| Touchdown         | 8     |
| Intercetti subiti | 18    |
| Passer rating     | 55,2  |